# Derrick Favors
Derrick Bernard Favors (Atlanta, 15 juli 1991) is een Amerikaanse basketbalspeler die uitkomt voor de Utah Jazz in de National Basketball Association (NBA). Favors speelde tijdens zijn college-carrière voor Georgia Tech voordat hij als derde in de 2010 NBA Draft werd gekozen door de New Jersey Nets. Hij werd in 2011 naar de Utah Jazz getransfereerd.

## Professionele carrière

### New Jersey Nets (2010–2011)
Op 9 april 2010 maakte Favors bekend dat hij mee zou doen aan de 2010 NBA Draft. Hierin werd hij als derde gekozen door de New Jersey Nets. In zijn derde wedstrijd maakte hij zijn eerste dubbel-dubbel door 13 punten te scoren en 13 rebounds te pakken tegen de Miami Heat.

### Utah Jazz (2011–heden)
Op 23 februari 2011 werd Favors samen met Devin Harris getransfereerd naar de Utah Jazz in ruil voor Deron Williams. Zijn seizoensrecord van 17 punten scoorde hij op 9 april tegen de San Antonio Spurs
Op 19 oktober 2013 verlengde Favors zijn contract bij de Jazz met vier jaar.
Op 1 november 2014 haalde hij een persoonlijk record van 32 punten in een wedstrijd tegen de Phoenix Suns. Op 12 november 2015 scoorde hij 25 punten, 12 rebounds en een persoonlijk record van 7 blocks tegen de Miami Heat. Op 5 december 2015 behaalde hij zijn huidige carrièrerecord in punten van 35 punten tegen de Indiana Pacers. Op 25 januari 2016 keerde Favors terug na een periode van 16 wedstrijden langs te kant te hebben gestaan als gevolg van een rugblessure. Hij begon op de bank en maakte 14 punten en 5 rebounds tegen de Detroit Pistons.